# Achias molysma
Achias molysma är en tvåvingeart som beskrevs av Mcalpine 1994. Achias molysma ingår i släktet Achias och familjen bredmunsflugor. Inga underarter finns listade i Catalogue of Life.